# Arnaldo Colleselli
Arnaldo Colleselli (ur. 2 września 1918 w Colle Santa Lucia, zm. 27 grudnia 1988) – włoski polityk, samorządowiec i nauczyciel, wiceminister, poseł do Izby Deputowanych (1958–1972), senator (1972–1979), poseł do Parlamentu Europejskiego I kadencji.

## Życiorys
Podczas II wojny światowej walczył w Alpach, w 1944 dostał się do niewoli niemieckiej. Przetrzymywano go w Bolzano, a później w obozie jenieckim w Laives. Ukończył studia z literaturoznawstwa i filozofii w Mediolanie, został później nauczycielem języka włoskiego i łaciny w szkole średniej.
W 1951 zaangażował się w działalność polityczną w ramach Chrześcijańskiej Demokracji. Został radnym prowincji Belluno, a także prezydentem federacji gmin górskich (comunità montana) Agordina. Sprawował funkcję sekretarza stanu w resorcie rolnictwa w rządach Giovanniego Leone i Mariano Rumora (1968–1970). W latach 1958–1972 był członkiem Izby Deputowanych III, IV i V kadencji, natomiast od 1972 do 1979 zasiadał w Senacie VI i VI kadencji. W 1979 uzyskał mandat posła do Parlamentu Europejskiego, przystąpił do Europejskiej Partii Ludowej. Został wiceprzewodniczącym Komisja ds. Rolnictwa (1981–1984), należał też do Komisji Wspólnej PE i Parlamentu Portugalii.
Po śmierci Collesellego w 1988 założono Fondazione Montagna e Europa jego imienia.